# Микаутадзе, Жорж
Жорж Микаута́дзе (груз. ჟორჟ მიქაუტაძე; род. 31 октября 2000, 2-й округ Лиона) — грузинский футболист, нападающий французского клуба «Олимпик Лион» и сборной Грузии. Участник чемпионата Европы 2024.
Автор первого гола сборной Грузии на чемпионатах Европы.

## Биография

### Клубная карьера
Воспитанник академии «Лиона», куда перешёл из команды «Жерлан». Некоторое время также провёл в молодёжной команде «Сен-При». В 2017 году присоединился к клубу «Мец», где провёл несколько лет, выступая за фарм-клуб в любительской лиге. За основной состав «Меца» дебютировал в Лиге 1 7 декабря 2019 года в матче против «Ниццы», в котором появился на замену на 83-й минуте. Перед началом сезона 2020/21 на правах аренды перешёл в клуб Первого дивизиона Б Бельгии «Серен». В первой же игре за новый клуб Микаутадзе сделал покер (4 гола в одном матче), а в дальнейшем отметился ещё двумя хет-триками и по итогам сезона стал лучшим бомбардиром второго дивизиона, забив по 19 голов с Данте Ванзейром, а также вошёл в символическую сборную лиги. При этом его клуб занял второе место и попал в стыковые матчи за выход в высшую лигу, где в двухматчевом противостоянии с клубом «Васланд-Беверен» Микаутадзе отметился тремя голами и помог своей команде одержать победу со счётом 6:3. Вернувшись из аренды, игрок появился на замену в матче 1-го тура Лиги 1, но вскоре был отдан в повторную аренду в «Серен».
Летом 2022 года Микаутадзе вернулся в «Мец». В сезоне 2022/2023, который клуб начал в Лиге 2 Жорж стал основным игроком команды, шесть раз подряд выбирался в команду недели и стал лучшим бомбардиром и лучшим игроком лиги по итогам сезона, а «Мец» вернулся в Лигу 1 со второго места. Его контракт, срок действия которого истекал в июне 2023 года, был продлён до июня 2025 года.
30 августа 2023 года перешёл в нидерландский «Аякс», подписав пятилетний контракт. Сумма трансфера составила 16 млн евро. В сезоне 2023/24 сыграл за «Аякс» 9 матчей (в том числе 6 в чемпионате Нидерландов), мячей не забивал.
4 января 2024 года на правах аренды до конца сезона 2023/24 вернулся в «Мец». У «Меца» есть опция выкупа Микаутадзе после окончания аренды за 13 млн евро. Первый мяч после возвращения в «Мец» забил 23 февраля в ворота «Лиона» (1:2). Разыгрался с начала апреля 2024 года, когда забил 7 мячей в 5 матчах чемпионата Франции подряд.
18 июля 2024 года вернулся в «Лион» за 18,5 миллионов евро, подписав контракт на четыре года. 18 августа 2024 года дебютировал в матче против «Ренна». Забил свои первые голы 27 октября 2024 года против «Осера».

### Карьера в сборной
Впервые был вызван в сборную Грузии в марте 2021 года на матчи отборочного турнира чемпионата мира 2022. Дебютировал 25 марта в игре против сборной Швеции, в которой вышел на замену на 84-й минуте вместо Георгия Квилитая. 2 июня 2021 года забил свой первый гол за сборную в товарищеском матче против сборной Румынии. 12 октября 2023 года в Тбилиси сделал покер в товарищеском матче со сборной Таиланда (8:0).
На чемпионате Европы 2024 года Микаутадзе стал единственным футболистом, забившим в каждом матче групповой стадии. Микаутадзе забил Турции с игры (1:3), Чехии с пенальти (1:1) и Португалии с пенальти (2:0).

## Достижения

### Личные
- Лучший бомбардир чемпионата Европы: 2024 (3 гола)
- Лучший бомбардир Первого дивизиона Б Бельгии: 2020/21 (19 голов)
- Лучший бомбардир Второй лиги Франции: 2022/23 (23 гола)
- Игрок года Второй лиги Франции: 2022/23
- Орден Чести (2024)[14]

### Рекорды
- Рекордсмен сборной Грузии по количеству голов на чемпионатах Европы: 3 гола

## Статистика

### Клубная
| Выступление      | Выступление       | Выступление      | Лига | Лига | Кубки | Кубки | Еврокубки | Еврокубки | Прочие | Прочие | Итого | Итого |
| Клуб             | Лига              | Сезон            | Игры | Голы | Игры  | Голы  | Игры      | Голы      | Игры   | Голы   | Игры  | Голы  |
| ---------------- | ----------------- | ---------------- | ---- | ---- | ----- | ----- | --------- | --------- | ------ | ------ | ----- | ----- |
| Мец Б            | Насьональ 3       | 2018/19          | 6    | 1    | —     | —     | —         | —         | —      | —      | 6     | 1     |
| Мец Б            | Насьональ 3       | 2019/20          | 18   | 8    | —     | —     | —         | —         | —      | —      | 18    | 8     |
| Мец Б            | Итого             | Итого            | 24   | 9    | 0     | 0     | 0         | 0         | 0      | 0      | 24    | 9     |
| Мец              | Лига 1            | 2019/20          | 1    | 0    | 0     | 0     | —         | —         | —      | —      | 1     | 0     |
| Мец              | Лига 1            | 2021/22          | 1    | 0    | 0     | 0     | —         | —         | —      | —      | 1     | 0     |
| Мец              | Лига 2            | 2022/23          | 37   | 23   | 3     | 1     | —         | —         | —      | —      | 40    | 24    |
| Мец              | Лига 1            | 2023/24          | 3    | 2    | 0     | 0     | —         | —         | —      | —      | 3     | 2     |
| Мец              | Итого             | Итого            | 42   | 25   | 3     | 1     | 0         | 0         | 0      | 0      | 45    | 26    |
| Серен (аренда)   | Первый дивизион Б | 2020/21          | 21   | 19   | 1     | 0     | —         | —         | 2      | 3      | 24    | 22    |
| Серен (аренда)   | Первый дивизион А | 2021/22          | 28   | 9    | 3     | 4     | —         | —         | 2      | 1      | 33    | 14    |
| Серен (аренда)   | Итого             | Итого            | 49   | 28   | 4     | 4     | 0         | 0         | 4      | 4      | 57    | 36    |
| Аякс             | Эредивизи         | 2023/24          | 6    | 0    | 1     | 0     | 2         | 0         | —      | —      | 9     | 0     |
| Аякс             | Итого             | Итого            | 6    | 0    | 1     | 0     | 2         | 0         | 0      | 0      | 9     | 0     |
| Всего за карьеру | Всего за карьеру  | Всего за карьеру | 121  | 62   | 8     | 5     | 2         | 0         | 4      | 4      | 135   | 71    |

1. ↑  Кубок Франции, Кубок Бельгии, Кубок Нидерландов
2. ↑  Лига Европы УЕФА
3. ↑  Плей-офф на выбывание Бельгийской Про-Лиги

Сборная
| 2021  | 7  | 1  |
| 2022  | 6  | 1  |
| 2023  | 9  | 7  |
| 2024  | 13 | 7  |
| 2025  | 2  | 4  |
| Всего | 37 | 20 |

### Голы за сборную
| Голы Микаутадзе за сборную Грузии | Голы Микаутадзе за сборную Грузии | Голы Микаутадзе за сборную Грузии | Голы Микаутадзе за сборную Грузии | Голы Микаутадзе за сборную Грузии | Голы Микаутадзе за сборную Грузии  | Голы Микаутадзе за сборную Грузии |
| №                                 | Дата                              | Оппонент                          | Счёт                              | Кол. голов                        | Соревнование                       |                                   |
| --------------------------------- | --------------------------------- | --------------------------------- | --------------------------------- | --------------------------------- | ---------------------------------- | --------------------------------- |
| 1                                 | 2 июня 2021                       | Румыния                           | 2:1                               | 1                                 | Товарищеский матч                  |                                   |
| 2                                 | 2 июня 2022                       | Гибралтар                         | 4:0                               | 1                                 | Лига наций УЕФА 2022/2023 (лига c) |                                   |
| 3                                 | 28 марта 2023                     | Норвегия                          | 1:1                               | 1                                 | Отборочные матчи ЧЕ-2024           |                                   |
| 4                                 | 17 июня 2023                      | Кипр                              | 2:1                               | 1                                 | Отборочные матчи ЧЕ-2024           |                                   |
| 5                                 | 12 октября 2023                   | Таиланд                           | 8:0                               | 4                                 | Товарищеский матч                  |                                   |
| 6                                 | 15 октября 2023                   | Кипр                              | 4:0                               | 1                                 | Отборочные матчи ЧЕ-2024           |                                   |